# آدم فون بودنشتاين
آدم فون بودنشتاين كان آدم فون بودنشتاين طبيبا وعالما خيميائيا سويسريًا باراسيلسيا. وولد في كيمبرغ بالقرب من فيتنبرغ في ألمانيا عام 1528 وتوفى بسبب طاعون في بازل عام 1577. وكان والده أندرياس رودولف بودينشتاين فون كارلستاد عالما بارزا في علم اللاهوت والمعارض البروتستانتي المبكر لمارتن لوثر. وبسبب القوة الموجهة للحركة الطبية الألمانية الحديثة للباراسيلسية نشر بودنشتاين أكثر من أربعين موضوعا باراسيلسيًا من عام 1560 والتي كان لها تأثيرا هائلا على تطور الباراسيلسية لاحقاً. وطرد من معهد الدراسات «فاسليت أوند كونسيليو» من جامعة بازل منذ أن نشر هذه النصوص دون علم كلية بازل الطبية. وأيضا، أصبح بودنشتاين مع جيرهارد دورن، ويوهانس أوبرينوس، ومايكل توكسيتيس، المترجم الأكثر تاثيرا لأعمال باراسيلسوس.